# 安川亨
安川 亨（やすかわ とおる、? - 1908年（明治41年）3月30日）は、明治時代の長老派教会、日本基督一致教会の牧師である。　

## 生涯

### 初期
下総国法典村（現・千葉県船橋市）の豪農安川栄之助の子で、幼名は六郎または周作である。後に、成人して亨と改名した。東京の高橋石斉の養子となり高橋六郎と名乗ったこともある。その後再び、安川姓に戻った。

### 日本基督公会時代
1873年(明治6年)8月にデイヴィッド・タムソン宣教師から洗礼を受けて横浜の日本基督公会(現、日本キリスト教会横浜海岸教会)の一員となった。その後、郷里に戻り熱心に法典村の伝道を行う。その結果甥の安川一が洗礼を受ける。迫害を受けながらも郷里伝道に励んだ結果、遂に1875年(明治8年)に、村の有力者武藤長次郎の協力で法典村に法典教会が設立される。。
同年9月、東京基督公会（現、日本キリスト教団新栄教会）設立者の一人としても尽力した。

### 一致教会の牧師時代
やがて、長老派の東京第一長老教会に転会し1874年(明治7年)4月に牧師に任命される。最初に芝露月町教会と品川教会（大井町教会）を兼牧した。
東京で牧師をしながら、安川はさらに郷里の法典村で伝道を続ける。そして、1877年(明治10年)で安川と戸田忠厚の伝道に接した、法典村の渡辺伊十郎がキリスト教の求道を始める。その後、渡辺は安川から洗礼を受け、自宅で家庭集会を開く。それがきっかけで、1883年(明治16年)に九十九里教会が設立される。
1883年4月9日、霜月町教会で韓国最初のクリスチャンの一人とされる当時留学生の李樹廷に洗礼を授ける。
また同年1883年に安川は服役囚の好地由太郎の実姉で養母の好知つるに依頼されて刑務所に聖書を差し入れた。それがきっかけになり、つると夫の新聞記者の好地重兵衛は芝露月町教会の教会員となった。
1884年(明治17年)、安川は板垣退助、植木枝盛、片岡健吉、小林樟雄、細川瀏ら立志社、自由党と関係があったので、彼らの支援で、日本基督一致教会が高知県の伝道を推進した。その結果、翌年1885年(明治18年)に高知教会が誕生する。

### 一致協会除名後
1888年(明治21年)1月、安川は一致教会から除名処分を受けた。そのため、築地美以教会（後に日本メソジスト教会銀座教会と合同）に転じた。さらにドイツ普及福音教会に転会する。さらに、1893年(明治26年)には宇宙神教（ユニヴァーサリスト）になるが、再び普及福音教会に戻る。